# Coupe de la Ligue sénégalaise de football 2018
Navigation
Coupe de la Ligue 2017 Coupe de la Ligue 2019
La coupe de la Ligue Sénégalaise de football 2018 est la 10e édition de la coupe de la Ligue de football sénégalaise, organisée par la LSFP.

## Déroulement de la compétition

### Calendrier
| Tour | Nom                 | Date | Participants |
| 1    | Premier tour        |      | 24           |
| 2    | Huitièmes de finale |      | 16 (12+4)    |
| 3    | Quarts de finale    |      | 8            |
| 4    | Demi-finales        |      | 4            |
| 5    | Finale              |      | 2            |

- source

### Participants
| Clubs de Ligue 1 (14)    | Clubs de Ligue 2 (14)    |
| arrivent en 8e de finale | arrivent au premier tour |
| ------------------------ | ------------------------ |
| AS Génération Foot       | Jamono Fatick            |
| Stade de Mbour T         | ASC Yeggo                |
| Mbour Petite-Côte FC     | AS Pikine                |
| AS Dakar Sacré-Cœur      | ETICS Mboro              |
| arrivent au premier tour | US Gorée                 |
| Guédiawaye FC            | Olympique de Ngor        |
| Diambars FC              | DUC                      |
| Jaraaf                   | EJ Fatick                |
| Casa Sport               | Port                     |
| NGB                      | ASC Renaissance          |
| AS Douanes               | Africa Promo Foot        |
| Teungueth FC             | AS Ndar Guedj            |
| ASAC Ndiambour           | Cayor Foot               |
| ASC La Linguère          | Keur Madior FC           |
| Sonacos                  |                          |

### Edition Suspendue
Pour des raisons de calendrier, cette édition de la Coupe de la Ligue 2018 a été suspendue.
En effet, à la suite de la réintégration de l’US Ouakam et au différend entre l’Association et la société Jappo SA sur la gestion du Guédiawaye FC, la LSFP a accumulé beaucoup de retard. Entre les matchs en retard à reprogrammer, le calendrier de la coupe du Sénégal sans compter les championnats et la nécessité de terminer avant la coupe du monde (14 juin au 15 juillet), il a été impossible pour la LSFP d'organiser la coupe de la ligue.